# Poilly-lez-Gien
Poilly-lez-Gien là một xã trong tỉnh Loiret, vùng Centre-Val de Loire bắc trung bộ nước Pháp.